# Riesgo existencial de la inteligencia artificial
El riesgo existencial de la inteligencia artificial general es la hipótesis de que un progreso sustancial en la inteligencia artificial general (IAG) podría resultar en la extinción humana o alguna otra catástrofe global irrecuperable.
Un argumento para esta hipótesis es que la especie humana actualmente domina a otras especies porque el cerebro humano tiene algunas capacidades distintivas de las que carecen otros animales. Si la IA superara a la humanidad en inteligencia general y se volviera "superinteligente", entonces podría volverse difícil o imposible de controlar para los humanos. Así como el destino del gorila de montaña depende de la buena voluntad humana, el destino de la humanidad podría depender de las acciones de una futura superinteligencia mecánica.
La probabilidad de este tipo de escenario es ampliamente debatida y depende en parte de diferentes escenarios sobre el progreso futuro de la informática. Destacados científicos informáticos y directores ejecutivos de tecnología como Geoffrey Hinton, Alan Turing, Elon Musk, y Sam Altman, director ejecutivo de OpenAI, han expresado su preocupación por la superinteligencia. En 2022, una encuesta a investigadores de IA (con una tasa de respuesta del 17%) encontró que más de la mitad de los respondientes creen que existe un 10 por ciento o más de posibilidades de que nuestra incapacidad para controlar la IA provoque una catástrofe existencial.
Dos fuentes de preocupación son los problemas del control y la alineación de la IA: que controlar una máquina superinteligente o inculcarle valores compatibles con los humanos puede ser un problema más difícil de lo que se supone ingenuamente. Muchos investigadores creen que una superinteligencia resistiría los intentos de apagarla o cambiar sus objetivos (ya que tal incidente le impediría lograr sus objetivos actuales) y que será extremadamente difícil alinear la superinteligencia con la amplitud completa de importantes valores, valores humanos y aplicar restricciones. Por lo contrario, los escépticos como el informático teórico Yann LeCun argumentan que las máquinas superinteligentes no tendrán ningún deseo de autopreservación.
Una tercera fuente de preocupación es que la llamada "singularidad tecnológica" repentina pueda tomar por sorpresa a una raza humana que no esté preparada. Ejemplificando: si la primera generación de un programa de computadora que puede igualar ampliamente la efectividad de un investigador de IA, puede reescribir sus algoritmos y duplicar su velocidad o capacidades en seis meses, entonces se espera que el programa de segunda generación tarde tres meses para realizar una parte similar del trabajo. En este escenario, el tiempo para cada generación continúa reduciéndose, y el sistema experimenta una gran cantidad de etapas de mejora sin precedentes en un corto intervalo de tiempo, saltando de un desempeño infrahumano en muchas áreas a un desempeño sobrehumano en prácticamente todos los dominios de interés. Empíricamente, ejemplos como el programa AlphaZero en el dominio de Go muestran que los sistemas de IA a veces pueden progresar desde una capacidad limitada a nivel humano hasta una capacidad sobrehumana limitada de forma extremadamenta rápida.

## Historia
Uno de los primeros autores en expresar su seria preocupación de que las máquinas altamente avanzadas pudieran representar riesgos existenciales para la humanidad fue el novelista Samuel Butler, quien escribió lo siguiente en su ensayo de 1863 Darwin between the Machines:

El resultado es simplemente una cuestión de tiempo, pero que llegará el momento en que las máquinas tendrán la supremacía real sobre el mundo y sus habitantes es lo que ninguna persona con una mente verdaderamente filosófica puede cuestionar por un momento.

En 1951, el científico informático Alan Turing escribió un artículo titulado Maquinaria inteligente, una teoría herética (Intelligent Machinery, A Heretical Theory), en el que proponía que las inteligencias generales artificiales probablemente "tomarían el control" del mundo a medida que se volvieran más inteligentes que los seres humanos:

Supongamos ahora, por el bien del argumento, que las máquinas [inteligentes] son una posibilidad genuina, y miremos las consecuencias de construirlas... No sería un tema que las máquinas mueran, y podrían conversar unas con otras para agudizar su ingenio. En algún momento, por lo tanto, podríamos esperar que las máquinas tomen el control, de la manera que se menciona en Samuel Butler de Erewhon.

En 1965, I. J. Good creó el concepto ahora conocido como "explosión de inteligencia"; también afirmó que los riesgos eran subestimados:

Definemos una máquina ultrainteligente como una máquina que puede superar con creces todas las actividades intelectuales de cualquier hombre, por inteligente que sea. Dado que el diseño de máquinas es una de estas actividades intelectuales, una máquina ultrainteligente podría diseñar máquinas aún mejores; entonces incuestionablemente habría una 'explosión de inteligencia', y la inteligencia del hombre quedaría muy atrás. Por lo tanto, la primera máquina ultrainteligente es el último invento que el hombre necesita hacer, siempre que la máquina sea lo suficientemente documentada como para decirnos cómo mantenerla bajo control. Es curioso que este punto se haga tan raramente fuera de la ciencia ficción. A veces vale la pena tomarse la ciencia ficción en serio.

Declaraciones ocasionales de académicos como Marvin Minsky y el mismo Good expresaron preocupaciones filosóficas de que una superinteligencia podría tomar el control, pero no contenían un llamado a la acción. En 2000, el científico informático y cofundador de Sun Microsystems, Bill Joy, escribió un influyente ensayo, "Por qué el futuro no nos necesita", identificando a los robots superinteligentes como un peligro de alta tecnología para la supervivencia humana, junto con la nanotecnología y las bioplagas diseñadas.
En 2009, los expertos asistieron a una conferencia privada organizada por la Asociación para el Avance de la Inteligencia Artificial (AAAI) para discutir si las computadoras y los robots podrían adquirir algún tipo de autonomía, y en qué medida estas habilidades podrían representar una amenaza o peligro. Señalaron que algunos robots han adquirido varias formas de semiautonomía, incluida la capacidad de encontrar fuentes de energía por sí mismos y elegir objetivos de forma independiente para atacar con armas. También señalaron que algunos virus informáticos pueden evadir la eliminación y han logrado una "inteligencia de cucaracha". Llegaron a la conclusión de que la autoconciencia tal como se describe en la ciencia ficción es poco probable, pero que existen otros peligros y trampas potenciales. The New York Times resumió la visión de la conferencia como "estamos muy lejos de Hal, la computadora que se hizo cargo de la nave espacial en 2001: una odisea del espacio ".
Nick Bostrom publicó Superintelligence en 2014, donde presentó sus argumentos de que la superinteligencia representa una amenaza existencial. En 2015, figuras públicas como los físicos Stephen Hawking y el premio Nobel Frank Wilczek, los informáticos Stuart J. Russell y Roman Yampolskiy, y los empresarios Elon Musk y Bill Gates expresaron su preocupación por los riesgos de la superinteligencia. En abril de 2016, Nature advirtió: "Las máquinas y los robots que superan a los humanos en todos los ámbitos podrían mejorar por sí mismos más allá de nuestro control, y sus intereses podrían no alinearse con los nuestros".
En 2020, Brian Christian publicó The Alignment Problem, que detalla la historia del progreso en la alineación de la IA hasta ese momento.

## Argumento general

### Las tres dificultades
Inteligencia artificial: un enfoque moderno, el libro de texto estándar de IA para estudiantes universitarios, evalúa que la superinteligencia "podría significar el fin de la raza humana". Afirma: "Casi cualquier tecnología tiene el potencial de causar daño en las manos equivocadas, pero con [la superinteligencia], tenemos el nuevo problema de que las manos equivocadas podrían pertenecer a la tecnología misma". Incluso si los diseñadores del sistema tienen buenas intenciones, dos dificultades son comunes tanto a los sistemas informáticos de IA como a los que no lo son:
- La implementación del sistema puede contener errores inicialmente desapercibidos pero posteriormente catastróficos. Una analogía son las sondas espaciales: a pesar del conocimiento de que los errores en las costosas sondas espaciales son difíciles de corregir después del lanzamiento, históricamente los ingenieros no han podido evitar que ocurran errores catastróficos.[39][40]
- No importa cuánto tiempo se dedique al diseño previo a la implementación, las especificaciones de un sistema a menudo dan como resultado un comportamiento no deseado la primera vez que se encuentra con un nuevo escenario. Por ejemplo, el bot Tay de Microsoft se comportó de manera inofensiva durante las pruebas previas a la implementación, pero se le provocó con demasiada facilidad un comportamiento ofensivo cuando interactuó con usuarios reales.[41]

Los sistemas de IA agregan un tercer problema de manera única: que incluso con los requisitos "correctos", la implementación sin errores y el buen comportamiento inicial, las capacidades de aprendizaje dinámico de un sistema de IA pueden hacer que evolucione hacia un sistema con un comportamiento no deseado, incluso sin escenarios externos imprevistos. Una IA puede estropear en parte un intento de diseñar una nueva generación de sí misma y crear accidentalmente una IA sucesora que sea más poderosa que ella misma, pero que ya no mantenga los valores morales humanos compatibles preprogramados en la IA original. Para que una IA que se mejore a sí misma sea completamente segura, no solo debería estar libre de errores, sino que también debería poder diseñar sistemas sucesores que también estén libres de errores.
Estas tres dificultades se convierten en catástrofes en lugar de molestias en cualquier escenario en el que la superinteligencia etiquetada como "mal funcionamiento" predice correctamente que los humanos intentarán apagarlo y despliega con éxito su superinteligencia para burlar tales intentos: un escenario que ha recibido el nombre "giro traicionero" (treacherous turn.)
Citando importantes avances en el campo de la IA y el potencial de que la IA tenga enormes beneficios o costos a largo plazo, la Carta Abierta sobre Inteligencia Artificial de 2015 declaró:

El progreso en la investigación de la IA hace que sea oportuno centrar la investigación no solo en hacer que la IA sea más capaz, sino también en maximizar el beneficio social de la IA. Tales consideraciones motivaron el Panel Presidencial AAAI 2008-09 sobre Futuros de IA a Largo Plazo y otros proyectos sobre impactos de IA, y constituyen una expansión significativa del campo de la IA en sí, que hasta ahora se ha centrado en gran medida en técnicas que son neutrales con respecto a objetivo. Recomendamos una investigación ampliada destinada a garantizar que los sistemas de IA cada vez más capaces sean robustos y beneficiosos: nuestros sistemas de IA deben hacer lo que queremos que hagan.

Los firmantes incluyeron al presidente de AAAI, Thomas Dietterich, Eric Horvitz, Bart Selman, Francesca Rossi, Yann LeCun y los fundadores de Vicarious y Google DeepMind.

### El argumento de Bostrom
Una máquina superinteligente sería tan extraña para los humanos como lo son los procesos de pensamiento humanos para las cucarachas, argumenta el filósofo transhumanista Nick Bostrom. Tal máquina puede no tener en mente los mejores intereses de la humanidad; no es obvio que incluso se preocuparía por el bienestar humano en absoluto. Si la IA superinteligente es posible, y si es posible que los objetivos de una superinteligencia entren en conflicto con los valores humanos básicos, entonces la IA plantea un riesgo de extinción humana. Una "superinteligencia" (un sistema que excede las capacidades de los humanos en todos los dominios de interés) puede superar a los humanos en cualquier momento en que sus objetivos entren en conflicto con los objetivos humanos; por lo tanto, a menos que la superinteligencia decida permitir que la humanidad coexista, la primera superinteligencia que se cree resultará inexorablemente en la extinción humana.
Stephen Hawking argumenta que no existe una ley física que impida que las partículas se organicen de manera que realicen cálculos aún más avanzados que los arreglos de partículas en el cerebro humano; por lo tanto, la superinteligencia es físicamente posible. Además de las posibles mejoras algorítmicas en comparación con los cerebros humanos, un cerebro digital puede ser en varios órdenes de magnitud más grande y más rápido que un cerebro humano, cuyo tamaño se vio limitado por la evolución para ser lo suficientemente pequeño como para pasar por un canal de parto. Hawking advierte que el surgimiento de la superinteligencia puede tomar por sorpresa a la raza humana, especialmente si advieneo la singularidad tecnológica.
De acuerdo con la "escuela de pensamiento del riesgo x" de Bostrom, un escenario hipotético de explosión de inteligencia funciona de la siguiente manera: una IA adquiere una capacidad de nivel experto en ciertas tareas clave de ingeniería de software. (Inicialmente puede carecer de capacidades humanas o sobrehumanas en otros dominios que no sean directamente relevantes para la ingeniería). Debido a su capacidad para mejorar recursivamente sus propios algoritmos, la IA se vuelve rápidamente sobrehumana; Así como los expertos humanos pueden eventualmente superar creativamente los "rendimientos decrecientes" mediante el despliegue de varias capacidades humanas para la innovación, la IA de nivel experto también puede usar capacidades de estilo humano o sus propias capacidades específicas de IA para impulsar nuevos avances creativos. Entonces, la IA posee una inteligencia que supera con creces la de las mentes humanas más brillantes y dotadas en prácticamente todos los campos relevantes, incluida la creatividad científica, la planificación estratégica y las habilidades sociales.
La escuela del riesgo x cree que casi cualquier IA, sin importar su objetivo programado, preferiría racionalmente estar en una posición en la que nadie más pueda apagarla sin su consentimiento: una superinteligencia obtendrá la autopreservación como un subobjetivo tan pronto se percate de que no puede lograr su objetivo si es apagada. Desafortunadamente, cualquier compasión por los humanos derrotados cuya cooperación ya no es necesaria estaría ausente en la IA, a menos que esté preprogramada de alguna manera. Una IA superinteligente no tendrá un impulso natural para ayudar a los humanos, por la misma razón que los humanos no tienen un deseo natural de ayudar a los sistemas de IA que ya no les sirven. (Otra analogía es que los humanos parecen tener poco deseo natural de salir de su camino para ayudar a los virus, las termitas o incluso los gorilas.) Una vez a cargo, la superinteligencia tendrá pocos incentivos para permitir que los humanos corran libremente y consuman recursos que la superinteligencia podría usar para construir sistemas de protección adicionales "solo para estar en el lado seguro" o para construir computadoras adicionales para ayudarla a calcular la mejor manera de lograr sus objetivos.
Por lo tanto, concluye la escuela del riesgo x, es probable que algún día una explosión de inteligencia tome a la humanidad desprevenida y pueda resultar en la extinción humana o en un destino comparable.

### Posibles escenarios
Algunos académicos han propuesto escenarios hipotéticos para ilustrar algunas de sus preocupaciones.
En Superinteligencia, Nick Bostrom expresa su preocupación de que incluso si la línea de tiempo para la superinteligencia resultara ser predecible, los investigadores podrían no tomar suficientes precauciones de seguridad, en parte porque "podría darse el caso de que cuando es tonto, más inteligente es seguro; sin embargo, cuando es inteligente, más inteligente es más peligroso". Bostrom sugiere un escenario en el que, durante décadas, la IA se vuelve más poderosa. El despliegue generalizado se ve empañado inicialmente por accidentes ocasionales: un autobús sin conductor se desvía hacia el carril contrario o un dron militar dispara contra una multitud inocente. Muchos activistas piden una supervisión y una regulación más estrictas, y algunos incluso predicen una catástrofe inminente. Pero a medida que continúa el desarrollo, se demuestra que los activistas están equivocados. A medida que la IA automotriz se vuelve más inteligente, sufre menos accidentes; a medida que los robots militares alcanzan objetivos más precisos, causan menos daños colaterales. Según los datos, los académicos infieren erróneamente una lección amplia: cuanto más inteligente es la IA, más segura es. "Y entonces vamos audazmente hacia los cuchillos giratorios", ya que la IA superinteligente toma un "giro traicionero" y explota una ventaja estratégica decisiva.
En el libro Life 3.0 de Max Tegmark de 2017, el "equipo Omega" de una corporación crea una IA extremadamente poderosa capaz de mejorar moderadamente su propio código fuente en varias áreas. Después de cierto punto, el equipo elige minimizar públicamente la capacidad de la IA para evitar la regulación o la confiscación del proyecto. Por seguridad, el equipo mantiene la AI box en la que en su mayoría no puede comunicarse con el mundo exterior, y la usa para ganar dinero, por diversos medios, como tareas de Amazon Mechanical Turk, producción de películas animadas y programas de televisión, y desarrollo. de medicamentos biotecnológicos, con ganancias invertidas para mejorar aún más la IA. A continuación, el equipo le asigna a la IA la tarea de hacer astroturfing a un ejército de periodistas y comentaristas ciudadanos seudónimos, con el fin de ganar influencia política para usar "por el bien común" para prevenir guerras. El equipo se enfrenta a riesgos de los que la IA podría intentar escapar insertando "puertas traseras" en los sistemas que diseña, mediante mensajes ocultos en su contenido producido o utilizando su creciente comprensión del comportamiento humano para persuadir a alguien de que lo deje libre. El equipo también enfrenta riesgos de que su decisión de encajonar el proyecto lo retrase lo suficiente como para que otro proyecto lo supere.
El físico Michio Kaku, un escéptico del riesgo de la IA, postula un resultado deterministamente positivo. En Physics of the Future, afirma que "los robots tardarán muchas décadas en ascender" en una escala de conciencia y que, mientras tanto, corporaciones como Hanson Robotics probablemente tendrán éxito en la creación de robots que sean "capaces de amar y de lograr un lugar"  en la familia humana extendida".

#### Toma de control de IA
Una toma de control de IA es un escenario hipotético en el que una inteligencia artificial (IA) se convierte en la forma dominante de inteligencia en la Tierra, ya que los programas informáticos o los robots quitan efectivamente el control del planeta a la especie humana.
 Los posibles escenarios incluyen:
- el reemplazo de toda la fuerza laboral humana,
- la toma de control por parte de una IA superinteligente y
- la noción popular de una rebelión de robots.

Las historias de adquisiciones de IA son muy populares en la ciencia ficción.

Algunas figuras públicas, como Stephen Hawking y Elon Musk, han abogado por la investigación de medidas de precaución para garantizar que las futuras máquinas superinteligentes permanezcan bajo el control humano.[cita requerida]

### Argumentos antropomórficos
Los argumentos antropomórficos suponen que, a medida que las máquinas se vuelvan más inteligentes, comenzarán a mostrar muchos rasgos humanos, como la moralidad o la sed de poder. Aunque los escenarios antropomórficos son comunes en la ficción, la mayoría de los estudiosos los rechazan cuando escriben sobre el riesgo existencial de la inteligencia artificial. En cambio, la IA se modela como agentes inteligentes. 
El debate académico es entre un grupo que se preocupa si la IA podría destruir a la humanidad y otro que cree que la IA no destruiría a la humanidad en absoluto. Ambas partes han afirmado que las predicciones de los demás sobre el comportamiento de una IA son antropomorfismo ilógico. Los escépticos acusan a los defensores del antropomorfismo de creer que un IAG naturalmente desearía el poder; los defensores acusan a algunos escépticos de antropomorfismo por creer que un IAG naturalmente valoraría las normas éticas humanas.
El psicólogo evolutivo Steven Pinker, un escéptico, argumenta que "las distopías de IA proyectan una psicología parroquial de macho alfa en el concepto de inteligencia. Suponen que los robots sobrehumanamente inteligentes desarrollarían objetivos como deponer a sus amos o dominar el mundo"; quizás en cambio "la inteligencia artificial se desarrollará naturalmente a lo largo de las líneas femeninas: totalmente capaz de resolver problemas, pero sin deseo de aniquilar a inocentes o dominar la civilización." El director de investigación de inteligencia artificial de Facebook, Yann LeCun, afirma que "los humanos tienen todo tipo de impulsos que los hacen hacer cosas malas entre sí, como el instinto de autoconservación... Esos impulsos están programados en nuestro cerebro, pero no hay absolutamente ninguna razón para construir robots que tengan el mismo tipo de impulsos".
A pesar de otras diferencias, la escuela de riesgo x está de acuerdo con Pinker en que una IA avanzada no destruiría a la humanidad por emociones humanas como "venganza" o "ira", que las cuestiones de conciencia no son relevantes para evaluar el riesgos, y que los sistemas informáticos generalmente no tienen un equivalente computacional de la testosterona. Piensan que las conductas de búsqueda de poder o de autoconservación emergen en la IA como una forma de alcanzar sus verdaderos objetivos, según el concepto de convergencia instrumental.

### Definición de "inteligencia"
Según Bostrom, fuera del campo de la inteligencia artificial, la "inteligencia" a menudo se usa de una manera que connota sabiduría moral o aceptación de formas agradables de razonamiento moral. En un extremo, si la moralidad es parte de la definición de inteligencia, entonces, por definición, una máquina superinteligente se comportaría moralmente. Sin embargo, la mayoría de las investigaciones de "inteligencia artificial" se centran en la creación de algoritmos que "optimicen", de forma empírica el logro de cualquier objetivo que los investigadores hayan especificado.
Para evitar el antropomorfismo o el bagaje de la palabra "inteligencia", se puede pensar en una inteligencia artificial avanzada como un "proceso de optimización" impersonal que toma estrictamente las acciones que considera más probables para lograr sus objetivos (posiblemente complicados e implícitos). Otra forma de conceptualizar una inteligencia artificial avanzada es imaginar una máquina del tiempo que envía información hacia atrás en el tiempo sobre qué elección que siempre conduce a la maximización de su función objetivo; esta elección se genera independientemente de cualquier preocupación ética externa.